# Marmari (Kos)
Marmari of Marmari Ko (Grieks: Μαρμάρι of Μαρμάρι Κω, Oudgrieks en Katharevousa: -ον -on) is een dorpje op het noordelijke deel van het Griekse eiland Kos.
Bestuurlijk is Marmari een plaats in de deelgemeente (dimotiki enotita) Dikaios van de fusiegemeente (dimos) Kos, in de Griekse bestuurlijke regio (periferia) Zuid-Egeïsche Eilanden.
Marmari is een rustig dorpje met enkele winkels, hotels en bars, en mooie stranden met wit zand. Niet ver van het dorpje ligt een bezienswaardig zoutmeer, Alyki. Het dorp is een goed uitgangspunt voor fietstochten naar Kos, Tigaki, het binnenland en de bergen, of richting Kefalos.